# Undereidet
Undereidet (en same du Nord : Muotkkevuolli) est une localité du comté de Troms, en Norvège.

## Géographie
Administrativement, Undereidet fait partie de la kommune de Kvænangen.